# Hrachovec
Hrachovec (deutsch Hrachowetz, 1939–1945 Erbsenried) ist ein Ortsteil der Stadt Valašské Meziříčí in Tschechien. Er liegt zwei Kilometer südöstlich von Valašské Meziříčí im Okres Vsetín.

## Geographie
Hrachovec befindet sich im Nordwesten des Wsetiner Berglandes. Das Dorf erstreckt sich linksseitig der Rožnovská Bečva im Tal des Baches Hrachovecký potok. Hrachovec ist eine slawische Gründung, noch im 19. Jahrhundert hatte das Ortsbild die typische Form eines slawischen Rundlinks. Nördlich erheben sich die Budička (508 m) und der Na Hrádcích (344 m), im Nordosten der Černý kopeček (395 m), südöstlich die Vrchhůra (692 m), im Süden die Medůvka (608 m) und der Brdo (543 m), südwestlich der Štěpánov (409 m) sowie im Nordwesten der Helštýn (383 m). Nördlich des Ortes führt am gegenüberliegenden Ufer der Rožnovská Bečva die Europastraße 442/Staatsstraße I/35 zwischen Krásno nad Bečvou und Rožnov pod Radhoštěm vorbei. Dahinter verläuft die Bahnstrecke Valašské Meziříčí–Rožnov pod Radhoštěm; die Bahnstation Hrachovec befindet sich außerhalb des Dorfes in der Ortslage Hrádky.
Nachbarorte sind Hrádky und U Ovčírny im Norden, Zašová im Nordosten, Loučky und Veselá im Osten, Na Pasekách und Velká Lhota im Südosten, Sýkoří, Malá Lhota und Vichury im Süden, Podhájí, Oznice, Křivé und Na Štěpánově im Südwesten, Valašské Meziříčí im Westen sowie Krásno nad Bečvou und Drážky im Nordwesten.

## Geschichte
Die erste schriftliche Erwähnung des zum bischöflichen Lehngut Arnoltovice gehörigend Dorfes Hrachovic erfolgte im Jahre 1376. In einigen Schriften wurde Hrachovec fälschlicherweise mit dem 1297 in einer Urkunde Bischof Bruno von Schauenburgs aufgeführten Dorf Grabowe gleichgesetzt, wobei jedoch Hrabová bei Ostrava gemeint ist. Ab 1397 wurde der Ort als  Hrachowecz bezeichnet. Nach den Hussitenkriegen erlosch das Lehnverhältnis zum Bistum und Hrachovec wurde Teil der Herrschaft Rožnov. Im Jahre 1516 bestand das Dorf aus 14 Wirtschaften und dem Erbgericht. 1632 sind für Hrachovec eine Vogtei, zehn Bauern und zwei Gärtner ausgewiesen. 
Nach der Aufhebung der Patrimonialherrschaften bildete Hrachovec/Hrachowetz ab 1850 eine Gemeinde in der Bezirkshauptmannschaft Valašské Meziříčí. Während der deutschen Besetzung erhielt der Ort 1939 den eingedeutschten Namen Erbsenried. Nach der Aufhebung des Okres Valašské Meziříčí wurde die Gemeinde 1960 dem Okres Vsetín zugeordnet. Am 1. Januar 1976 erfolgte die Eingemeindung von Hrachovec nach Valašské Meziříčí. Im Jahre 1991 lebten in Hrachovec 811 Menschen. Beim Zensus von 2001 wurden 900 Einwohner und 234  Wohnhäuser gezählt.

## Ortsgliederung
Zu Hrachovec gehören die Ansiedlungen Hrádky, Podhájí, Sýkoří und Vichury. 

## Sehenswürdigkeiten
- Hängebrücke über die Rožnovská Bečva, die mit 22 Seilen befestigte, 10 m hohe und 40 m lange Brücke wurde 1922 angelegt, sie ersetzte eine Holzkonstruktion
- Denkmal der Befreiung auf dem Helštýn

## Söhne und Töchter des Ortes
- Franziskus von Sales Bauer (1841–1915), Bischof von Brünn und Erzbischof von Olmütz